# Mio Technology
Mio Technology – tajwańskie przedsiębiorstwo produkujące sprzęt elektroniczny. Jest jednym z trzech największych producentów nawigacji GPS na świecie.

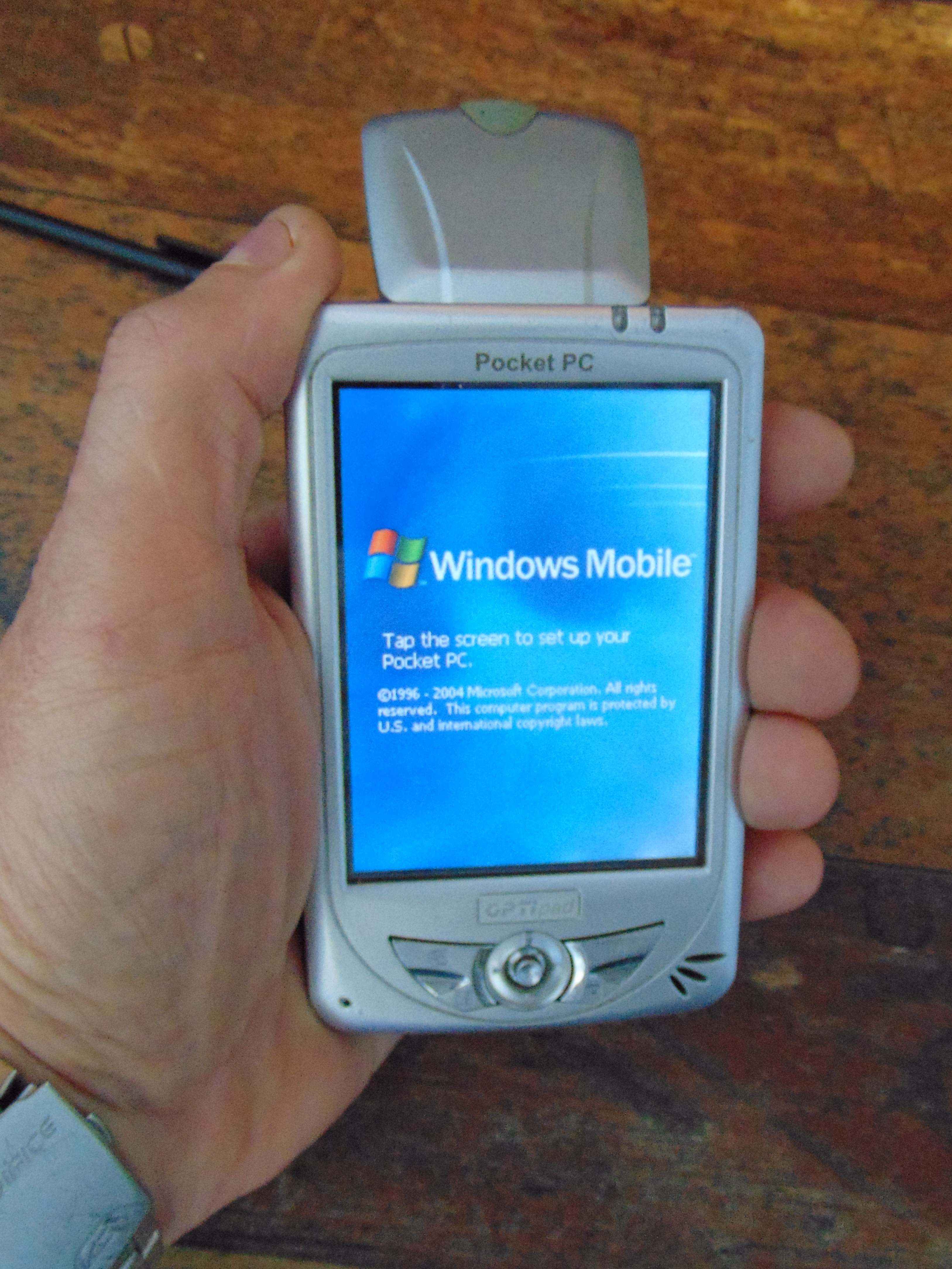
Mio 168 (OPTipad) sprzedawany w Polsce przez firmę Optimus

## Produkty

### Nawigacja samochodowa

#### Seria Spirit 2012
Produkty serii Spirit 2012 zostały ogłoszone w lipcu 2012 roku. Symbol „LM” na końcu każdej nazwy produktu oznacza, że urządzenia zostały objęte darmową aktualizacją map przez cały okres eksploatacji.
- Mio Spirit 697 LM
- Mio Spirit 695 LM
- Mio Spirit 690 LM
- Mio Spirit 497 LM
- Mio Spirit 495 LM
- Mio Spirit 490 LM

#### Seria Spirit 2011
Seria Mio Spirit została wprowadzona do sprzedaży przez Mio w 2011 roku. Urządzenia pracują na ulepszonym oprogramowaniu „Spirit”. Nawigacje zostały wyposażone w nowe funkcjonalności, takie jak: „Asystent Parkowania”, „Wybór trasy” czy „Wypożyczalnia map”. Część urządzeń została objęta darmową aktualizacją map przez cały okres eksploatacji. Są to urządzenia oznaczone symbolem „Lifetime”.
- Mio Spirit 687
- Mio Spirit 685
- Mio Spirit 680
- Mio Spirit 487
- Mio Spirit 485
- Mio Spirit 480

#### Seria Moov M
- Mio Moov M610
- Mio Moov M410

#### Seria Moov S
Seria została przedstawiona na targach CES w Las Vegas w styczniu 2009 roku. Urządzenia z serii Moov S pracują na oprogramowaniu „Spirit”.
- Mio Moov S760
- Mio Moov S568
- Mio Moov S555

#### Seria Moov M
- Mio Moov M400
- Mio Moov M300

#### Seria Moov
Premiera serii Moov odbyła się w Hanowerze na targach CeBIT w marcu 2008 roku. Urządzenia, w zależności od ilości zainstalowanych map, były dodatkowo oznaczone literami: FEU (38 krajów), CEU (6 krajów), EEU (13 krajów), PL (mapa Polski).
- Mio Moov 580
- Mio Moov 500
- Mio Moov 370
- Mio Moov 360
- Mio Moov 330
- Mio Moov 310
- Mio Moov 300
- Mio Moov 200

#### Seria C
Seria C pojawiła się w sprzedaży w 2007 roku po premierze na targach CeBIT
- Mio C725
- Mio C720b
- Mio C720
- Mio C520
- Mio C320
- Mio C250

### Nawigacja rowerowa
Premiera nawigacji rowerowej Mio odbyła się w 2012 roku na targach ISPO w Monachium.

#### Seria Cyclo
- Cyclo 305 HC
- Cyclo 300

### Smartfony

#### Seria K
- Mio K70

#### Seria A
- Mio A702
- Mio A701
- Mio A700
- Mio A501
- Mio A201

### Palmtopy
- Mio 168

#### Seria P
- Mio P560
- Mio P550
- Mio P360
- Mio P350

### Rejestratory jazdy

#### Seria MiVue
- MiVue 388
- MiVue 368
- MiVue 358
- MiVue 338
- MiVue 258
- MiVue 238
- MiVue 225
- MiVue 205
- MiVue 138
- MiVue 128

## Aktualizacja map
Mio udostępnia za darmo aktualizacje map dla nowszych urządzeń, można też zakupić mapy dla starszych modeli w sklepie internetowym producenta.
- Seria Spirit 2012 – aktualizacje są dostępne za darmo przez cały okres eksploatacji urządzenia. Warunkiem jest rejestracja na stronie producenta.
- Seria Spirit 2011 – część modeli oznaczonych jako „Lifetime” posiada aktualizacje map za darmo przez cały okres eksploatacji urządzenia. Pozostałe posiadają darmową aktualizację map przez okres dwóch lat. Warunkiem jest rejestracja na stronie Mio.
- Seria Moov S – aktualizacja jest możliwa poprzez zakup klucza aktywacyjnego w sklepie Mio
- Seria Moov – aktualizacja jest możliwa poprzez zakup karty SD z aktualizacją ze sklepu Mio.
- Seria C – aktualizacja jest możliwa poprzez zakup karty SD z aktualizacją ze sklepu Mio.